# Balmaceda (spinnen)
Balmaceda is een geslacht van spinnen uit de familie van de springspinnen (Salticidae).

## Soorten
- Balmaceda anulipes Soares, 1942
- Balmaceda biteniata Mello-Leitão, 1922
- Balmaceda chickeringi Roewer, 1951
- Balmaceda modesta (Taczanowski, 1878)
- Balmaceda nigrosecta Mello-Leitão, 1945
- Balmaceda picta Peckham & Peckham, 1894
- Balmaceda reducta Chickering, 1946
- Balmaceda turneri Chickering, 1946
- Balmaceda vera Mello-Leitão, 1917